# Beloslavec
 Beloslavec  falu Horvátországban Zágráb megyében. Közigazgatásilag Bedenicához tartozik.

## Fekvése
Zágrábtól 32 km-re északkeletre, községközpontjától 4 km-re északnyugatra a Zagorje területén a megye északi részén fekszik.

## Története
Neve még birtokként 1433-ban „Belezlowch” néven tűnik fel először. 1481-ben „Belozlavecz”, 1507-ben és 1596-ban „Belozlawcz” néven említik. A falunak 1857-ben 143, 1910-ben 330 lakosa volt. Trianonig Zágráb vármegye Szentivánzelinai járásához tartozott. 2001-ben 295 lakosa volt.

## Népesség
| Lakosság változása | Lakosság változása | Lakosság változása | Lakosság változása | Lakosság változása | Lakosság változása | Lakosság változása | Lakosság változása | Lakosság változása | Lakosság változása | Lakosság változása | Lakosság változása | Lakosság változása | Lakosság változása | Lakosság változása | Lakosság változása |
| ------------------ | ------------------ | ------------------ | ------------------ | ------------------ | ------------------ | ------------------ | ------------------ | ------------------ | ------------------ | ------------------ | ------------------ | ------------------ | ------------------ | ------------------ | ------------------ |
| 1857               | 1869               | 1880               | 1890               | 1900               | 1910               | 1921               | 1931               | 1948               | 1953               | 1961               | 1971               | 1981               | 1991               | 2001               | 2011               |
| 143                | 176                | 213                | 252                | 285                | 330                | 339                | 357                | 386                | 388                | 398                | 359                | 336                | 330                | 295                | 263                |

## Nevezetességei
Beloslavec várának csekély maradványa Gradišće-hegy tetején. 